# Nanuya
Nanuya is een van de Yasawa-eilanden in Fiji.
Op Nanuya is de film The Blue Lagoon in 1980 gedraaid.
Er komt slechts één zoogdier voor, de vleermuis Pteropus samoensis.